# Линдита Арапи
Линдита Арапи (на албански: Lindita Arapi) е албанска журналистка, преводачка, поетеса и писателка, авторка на произведения в жанр лирика и драма.
Заедно с Ервин Хатиби, Агрон Туфа, Орнела Ворпси и Рудиан Зекти е сред съвременните албански писатели.

## Биография и творчество
Линдита Арапи е родена в Люшня, Албания на 30 юни 1972 г. Следва албански език и литература в Тиранския университет, който завършва през 1994 г.
След дипломирането си работи като журналистка и телевизионна водеща в телевизия „Албания“.
Първият ѝ сборник с поезия „Prelude Poetike“ (Поетична прелюдия) е издаден през 1990 г., а през 1993 г. излиза стихосбирката ѝ „Kufomё Lulesh“ (Тяло на мъртво цвете), която получава първа награда на конкурса „Пулия Албания“.
През 1996 г. започва да учи немски език и литература, английски език и литература, и педагогика в Кьолнския университет. Същата година получава стипендия от фондация „Хайнрих Бьол“ и стипендия за школата по творческо писане в университета на Айова. После получава докторска степен по културология във Виенския университет с дисертация на тема „Как Албания стана албанска“, в която изучава стереотипите, съществуващи в немскоезичните региони по отношение на Албания от 19 век в резултат от пътеписите на европейските автори, политическото и историческото измерение на тези литературни свидетелства.
Първият ѝ роман „Vajzat me çelës në qafë“ (Момичета с ключ на врата) е издаден през 2010 г. Сюжетът представя семейна история, която е неразделно свързана с историческото развитие на Албания – от комунистическия режим на Енвер Ходжа до съвремието. Романът получава наградата „Книга на годината“ в Албания.
Нейни стихове, разкази и есета са публикувани от международни списания и антологии. Поезията ѝ се фокусира върху екзистенциални теми.
Прави преводи от немски език на албански език на произведения на Гюнтер Грас, Йозеф Рот, Елиас Канети и Фелицитас Хопе, както и произведения от албански автори на немски език, като Ариан Лека и др.
Във Виена, и след това, работи като кореспондент на свободна практика, преводач и редактор към албанската програма на „Дойче веле“. Нейните материали са насочени предимно към културни и политически събития в Балканския регион. Участва в Берлинския международен литературен фестивал през 2012 г.
Писателката се ангажира активно с процеса на примиряване с наследството на комунистическото минало на Албания и през 2015 г. инициира призив до албанския парламент да отвори досиетата от периода на комунистическия режим, който е подписан от повече от 100 интелектуалци от цяла Европа.
Линдита Арапи живее със семейството си в Бон.

## Произведения

### Поезия
- Prelude Poetike (1990)
- Kufomё Lulesh (1993)
- Ndodhi nё shpirt (1996)
- Melodi tё heshtjes (1998)
- Shenjat e dorës (2006)
- Am Meer, nachts (2007)

### Романи
- Vajzat me çelës në qafë (2010)
- Çaste, kolazhe metropoli (2017)